# Oz Scott
Osborne E. Scott, Jr. (* 16. September 1949 in Forman Row, Virginia) ist ein US-amerikanischer Fernsehregisseur und -produzent.

## Leben
Der Sohn des Militärpfarrers Brigadier General Osborne Scott, Sr. wuchs bis zum zwölften Lebensjahr in Japan und Deutschland auf und lebte dann in Mt. Vernon. 1976 begann in New York seine Karriere als Fernsehregisseur mit The Jeffersons und Archie Bunker's Place.
Er führte Regie bei Episoden der Serien Hill Street Blues, Gimme a Break! Scarecrow and Mrs. King, The Cosby Show, L.A. Law und Dirty Dancing in den 1980er Jahren, bei Superman – Die Abenteuer von Lois & Clark, Picket Fences, Party of Five, Chicago Hope, Ally McBeal, Family Law, Time Cop, Get Real und Any Day Now in den 1990er Jahren und Soul Food, Strong Medicine, CSI, Lizzie McGuire und The Guardian nach 2000. 
Bei der CBS-Fernsehserie The District wirkte er als Produzent und Regisseur. Außerdem führte er Regie bei den Fernsehfilmen Crash Course (1988), Play'd A Hip-Hop Story (2002) und Cheetah Girls – Wir werden Popstars! (2003). 1988 drehte er das Video zur Präsidentschaftskandidatur von Jesse Jackson bei der Democratic National Convention, 1990 den Film über die Nelson Mandela Rally for Freedom im Los Angeles Memorial Coliseum.
Scott wurde u. a. mit dem NAACP Image Award, dem Genesis Award und dem Nancy Susan Reynolds Award ausgezeichnet. 